# Artemisia calophylla
Artemisia calophylla — вид квіткових рослин з родини айстрових (Asteraceae). Поширення: Південно-Центральний, Південно-Східний Китай, Цінхай, Тибет. Населяє лісові узлісся, береги річок, пустирі, схили; 1600–3000 м.

## Біоморфологічна характеристика
Це напівкущик заввишки 50–200 см, жовтувато запушений. Прикореневе та нижнє листя коротконіжкове; листова пластинка яйцеподібна або широкояйцеподібна, 1- або 2-перисторозсічена. Середнє стеблове листя: листова пластинка широкояйцеподібна, 6–11 × 3–9 см, знизу густо-сіро-повстяна з рідко запушеними жилками, зверзу залозисто-крапкова та рідко запушена; сегменти (1 або)2 пари, ланцетні або лінійно-ланцетні, 30–60 × 3–6(10) мм. Найбільш верхнє листя та листоподібні приквітки ланцетні або лінійно-ланцетні. Синцвіття — широка волоть. Обгортка яйцеподібна, 2–2.5 мм у діаметрі; листочки обгортки рідко запушені. Крайових жіночих квіточок 5 або 6. Дискових квіточок 10–13, двостатеві. Сім'янка оберненояйцеподібна. Цвітіння та плодіння: липень — жовтень.